# Đương Ngũ Tiền
Đương Ngũ Tiền (당오전) là một loại tiền tệ được đúc từ tháng 2 năm 1883 (năm Cao Tông thứ 20) đến tháng 7 năm 1894 tại Triều Tiên. Loại tiền này được triều đình Triều Tiên phát hành như một phần trong nỗ lực cải cách tiền tệ nhằm giải quyết khó khăn tài chính.
Năm 1883, Triều Tiên thành lập cơ quan Điển Viên cục (전환국) để chuyên trách việc đúc tiền này. Tuy nhiên, đến năm 1888, chính phủ cho phép các cá nhân tư nhân tham gia vào hoạt động đúc tiền theo hình thức "thầu khoán đúc tiền" (도급주전). Thuế được áp dụng dựa trên số ngày đúc tiền, dẫn đến việc sản xuất ra các đồng tiền có chất lượng kém, làm giá trị tiền tệ sụt giảm nghiêm trọng.
Sự mất giá Đương Ngũ Tiền và tình trạng giảm tỷ giá quy đổi tiền trong Triều Tiên đã gây tổn thất lớn trong thương mại quốc tế. Điều này không chỉ làm gia tăng thiệt hại kinh tế mà còn góp phần gia tăng và làm trầm trọng thêm các mâu thuẫn xã hội và kinh tế tại Triều Tiên cuối thế kỷ XIX.

## Bối cảnh
Khi Đương Bách Tiền (當百錢), tức đồng tiền mệnh giá 100 văn Thường Bình Thông bảo, được Hưng Tuyên Đại Viện Quân ban hành vào năm 1866, mục tiêu là để tài trợ cho chi tiêu quân sự của triều tình nhằm tăng cường sức mạnh quân sự Triều Tiên để cạnh tranh với các cường quốc phương Tây, vốn ngày càng trở thành mối đe dọa lớn. Ngoài ra, số tiền này còn được sử dụng để xây dựng lại cung Cảnh Phúc (경복궁).
Tuy nhiên, sau khi được phát hành, giá trị Đương Bách Tiền bắt đầu bị lạm phát. Nguyên nhân là giá trị thực chất đồng tiền mệnh giá 100 văn chỉ tương đương 5 đến 6 lần giá trị đồng tiền 5 văn, nhưng lại được định giá gấp 20 lần. Điều này dẫn đến giá tiêu dùng, ví dụ như gạo, tăng gấp sáu lần chỉ trong vòng 2 năm. Hậu quả là các thương nhân chuyển sang sử dụng các loại tiền tệ nước ngoài như đồng peso Mexico, đồng yên Nhật Bản, đồng rúp Nga và thỏi bạc Trung Quốc.
Một số người thậm chí đã nung chảy các đồng tiền Thường Bình Thông bảo có mệnh giá nhỏ hơn để làm tiền giả. Người dân giữ các đồng tiền mệnh giá thấp hơn tránh đổi sang đồng tiền mệnh giá 100 văn, dẫn đến việc họ không đưa tiền ra thị trường. Loạt tiền này bị ngừng sản xuất vào tháng 4 năm 1867 sau chỉ 172 ngày sản xuất. Tuy vậy, triều đình Triều Tiên vẫn tiếp tục phân phối chúng trên thị trường cho đến khi một lời kêu gọi từ Thôi Ích Huyễn (최익현) thuyết phục triều đình rằng các đồng tiền này gây tác động tiêu cực đến mọi tầng lớp trong xã hội Triều Tiên.
Việc phát hành đồng 100 văn xảy ra đồng thời với việc phát hành các đồng tiền mệnh giá lớn khác như Thiên Bảo Thông bảo 100 văn của Mạc phủ Tokugawa vào năm 1835 (phản ứng với thâm hụt ngân sách), đồng 100 quan của nhà Thanh vào năm 1853 (phản ứng với cuộc nổi dậy Thái Bình Thiên Quốc), tiền mệnh giá 100 văn và nửa chu của Lưu Cầu, và tiền Tự Đức Bảo Sao mệnh giá lớn ở Đại Nam. Tất cả các đồng tiền này đều gây ra mức lạm phát tương tự.
Sau khi cấm lưu hành đồng Đương Bách Tiền, triều đình chịu tổn thất lớn. Vì vậy, để đảm bảo nguồn thu khác và bù đắp tổn thất, triều đình Triều Tiên đã hợp pháp hóa việc sử dụng tiền nhà Thanh ở Triều Tiên vào tháng 6 năm 1867. Tuy nhiên, vào tháng 1 năm 1874, Cao Tông đã cấm lưu hành tiền nhà Thanh trong biên giới Triều Tiên vì loại tiền này đã thúc đẩy giá cả tăng mạnh.

## Lịch sử
Kể từ thời chính trị gia tộc, thế đạo chính trị (세도정치), triều đình Triều Tiên đã phải đối mặt với tình trạng khủng hoảng tài chính kéo dài. Sau khi mở cảng vào năm 1876, các khoản chi tiêu mới như chi phí phái cử phái đoàn ngoại giao, chi phí mở các cảng Phủ Sơn, Nguyên Sơn và Nhân Xuyên, cùng với chi phí thành lập quân đội theo mô hình hiện đại, đã khiến áp lực tài chính trở nên nghiêm trọng hơn. Để giải quyết cuộc khủng hoảng tài chính này, vào năm 1882, triều đình đã tạm thời đúc các loại tiền như Đại Đông Tam Tiền (대동삼전). Tuy nhiên, sau cuộc binh biến Nhâm Ngọ (임오군란) và sự gia tăng đột ngột chi tiêu do mở cảng Nhân Xuyên, một cuộc cải cách tiền tệ mạnh mẽ hơn đã trở nên cần thiết để giải quyết các khoản chi phí ngày càng lớn.
Do đó, vào tháng 2 năm 1883, triều đình Triều Tiên quyết định đúc Đương Ngũ Tiền (당오전). Việc này được giao cho Mẫn Đài Hạo (민태호) chịu trách nhiệm giám sát. Hoạt động đúc tiền được thực hiện tại nhiều địa điểm như Khánh Hi Cung (경희궁), phía sau Xương Đức Cung (창덕궁) và Vạn Ký Thương (만리창). Sau đó, các cơ sở đúc tiền cũng được thiết lập tại Giang Hoa đảo (강화도) và Nghi Châu (의주). Tuy nhiên, ngay cả với các địa điểm này, triều đình vẫn không thể duy trì việc phát hành một lượng tiền đủ lớn để đáp ứng nhu cầu tài chính ngày càng tăng tại Triều Tiên.
Trước tình hình đó, Mẫn Đài Hạo đã đề xuất thành lập một cơ quan thường trực chuyên trách việc đúc tiền. Vào tháng 7 năm 1883, cơ quan này, gọi là Điển Viên cục (전환국), được thành lập. Từ đây, việc đúc Đương Ngũ Tiền (당오전) được giới hạn chỉ trong Điển Viên cục. Tuy nhiên, để thuận tiện trong việc cung cấp nguyên liệu cho việc đúc tiền, Điển Viên cục không thể tránh khỏi việc thiết lập các chi nhánh tại địa phương. Vì vậy, các xưởng đúc tiền phụ thuộc đã được thành lập tại Xương Nguyên (창원) và Mã Sơn (마산).

Tuy nhiên, vào năm 1888, nguyên tắc chỉ đúc Đương Ngũ Tiền (당오전) tại Điển Viên cục (전환국) đã bị phá vỡ. Việc đúc tiền bắt đầu được thực hiện dưới sự giám sát Hộ tào (호조) và Xuân Nguyên Phủ (춘천부). Thậm chí, triều đình còn cho phép người dân thường tham gia vào việc đúc tiền theo hình thức "thầu khoán đúc tiền" (도급주전). Trong hình thức thầu khoán này, triều đình chỉ thu một khoản thuế cố định, trong khi mọi chi phí liên quan đều do các nhà thầu tự chi trả. Tuy nhiên, thuế không được đánh dựa trên số lượng tiền đúc mà dựa trên số ngày đúc tiền (주전일수). Do đó, để tối đa hóa lợi nhuận, các nhà thầu đã đúc tiền một cách bừa bãi. Điều này dẫn đến sự xuống cấp nghiêm trọng về chất lượng Đương Ngũ Tiền.
Năm 1890, để thuận tiện cho việc cung cấp nguyên liệu, một xưởng đúc tiền Điển Viên cục đã được thiết lập tại Bình Nhưỡng (평양). Tuy nhiên, việc sản xuất Đương Ngũ Tiền (당오전) với chất lượng ngày càng kém đã chấm dứt vào tháng 7 năm 1894, khi chính quyền họ Mẫn sụp đổ và chính quyền phe cải cách lên nắm quyền.
Mặc dù giá trị danh nghĩa Đương Ngũ Tiền được đặt cao gấp 5 lần so với Thường Bình Thông bảo (상평통보), nhưng do quan niệm lâu đời coi trọng giá trị thực chất hơn giá trị danh nghĩa, Đương Ngũ Tiền không được lưu hành theo đúng giá trị danh nghĩa của nó. Vì vậy, loại tiền này chỉ được sử dụng hạn chế tại các khu vực mà chính quyền có khả năng kiểm soát dễ dàng, như Kinh Kỳ đạo (경기도), Hoàng Hải đạo (황해도) và Trung Thanh đạo (충청도). Ngay cả tại những khu vực này, giá trị lưu hành thực tế Đương Ngũ Tiền gần như tương đương với 1 văn Thường Bình Thông bảo.

## Loại bỏ
Khi giá trị Đương Ngũ Tiền giảm mạnh, các quan lại địa phương đã lợi dụng tình hình để thu thuế bằng loại tiền tốt hơn là Thường Bình Thông bảo và sau đó đổi sang Đương Ngũ Tiền có giá trị thấp hơn. Hành vi này đã dẫn đến nhiều tiêu cực, gây thiệt hại không nhỏ cho ngân khố quốc gia. Bên cạnh đó, giá trị Đương Ngũ Tiền giảm sút đã làm giá cả hàng hóa leo thang không kiểm soát. Hơn nữa, sự mất giá tiền tệ tại Triều Tiên so với tiền nước ngoài đã dẫn đến những tổn thất lớn trong thương mại quốc tế. Kết quả là, việc phát hành Đương Ngũ Tiền không những không giải quyết được khủng hoảng tài chính mà còn gây ra hỗn loạn lớn trong hệ thống tiền tệ. Những bất ổn này đã làm tăng mạnh mâu thuẫn kinh tế-xã hội, dẫn đến tình trạng lạm phát và khủng hoảng kinh tế nghiêm trọng vào thời kỳ đó.